# Steatoblast
Ein Steatoblast (gr. steatos = „Fett“ und gr. blastos „Keim“, „Spross“, vgl. Blast, der gleichbedeutende englische Begriff lipoblast ist analog gebildet) ist eine Vorläuferzelle des Adipozyten (Zellen des Fettgewebes). Er geht aus einer Mesenchymzelle hervor und kann sich nur noch zum Adipozyten weiterentwickeln.